# ギュスターヴ・サンドラス
シルヴェーヌ・ギュスターヴ・サンドラス（フランス語: Silvaine Gustave Sandras, 1872年2月24日 - 1951年6月21日）は、フランスの体操選手である。彼は1900年に開催されたパリオリンピックで体操競技の個人総合金メダルを獲得した
。

## 経歴
オリンピック体操競技の個人総合は、1900年のパリオリンピックから実施された。競技は7月29日から30日にかけて行われ、8つの国から135人の選手が出場した。
この大会での体操競技個人総合は、鉄棒や床運動などの体操競技種目以外にも走幅跳などの陸上競技種目や綱のぼり、重量挙げなどを含んだ16種目の総合得点を争うものだった。各種目には最高20点の得点が与えられ、サンドラスは302点を獲得して、同じくフランス代表として出場したノエル・バスなどを抑えて初代の個人総合優勝者としてオリンピックの歴史に名を残すこととなった。